# アンドレ・シルヴァ
アンドレ・シルヴァことアンドレ・ミゲル・ヴァレンテ・ダ・シルヴァ（André Miguel Valente da Silva、1995年11月6日 - ）は、ポルトガル出身のサッカー選手。ポジションはフォワード。ラリーガ・エルチェCF所属。ポルトガル代表。

## 経歴

### クラブ
SCサルゲイロス、ボアヴィスタFC、パドロエンセFCのユースチームを経て、2011年にFCポルトに入団。
2013年にBチームに昇格すると、2014-15シーズンには34試合に出場し7得点を記録。2015-16シーズンにはトップチームに昇格し、2015年12月29日のCSマリティモ戦でトップチームデビューを果たした。リーグ最終戦の古巣・ボアヴィスタ戦で初ゴールを挙げると、2016年5月23日のSCブラガとのタッサ・デ・ポルトガル決勝では後半アディショナルタイムのオーバーヘッドキックによる同点ゴールを含む2得点を挙げ、マン・オブ・ザ・マッチに選出された（試合はPK戦の末にポルトが敗れた）。
2016-17シーズンを前に、違約金が6000万ユーロに設定された5年契約をポルトと新たに結んだ。シーズン最初の公式戦となったUEFAチャンピオンズリーグプレーオフのASローマ戦1stレグではPKから同点ゴールを挙げた。最終的にはチャンピオンズリーグでは8試合で4得点、リーグ戦では32試合に出場し16得点を挙げた。
2017年6月13日、移籍金3800万ユーロでACミランに移籍し5年契約を締結した。9月14日、UEFAヨーロッパリーグ第1節のFKアウストリア・ウィーン戦では移籍後初のハットトリックを記録した。2018年3月12日、セリエA 第28節ジェノアCFC戦にてリーグ戦初ゴールを記録した。
2018年8月11日、買取オプション付きのレンタル移籍でセビージャFCに加入。8月19日、開幕戦のラーヨ・バジェカーノ戦で先発するとハットトリックの活躍を見せた。
2019年9月2日、アイントラハト・フランクフルトへ2021年6月30日までのレンタル移籍。序盤こそ活躍したもののその後は怪我などもあり先発を外れる試合も増加した。しかし新型コロナウイルス感染拡大によるリーグ戦中断後はゴールを量産し、公式戦ではチームトップの16ゴールを上げた。
2020年9月10日、アイントラハト・フランクフルトへ完全移籍し、2023年6月30日までの契約を結んだ。
2020-21シーズンは主力として序盤からゴールを量産。2021年5月15日、デスリーガ33節のシャルケ戦ではそれまでベルント・ヘルツェンバインが記録していたクラブの1シーズンの最多得点記録を更新した。最終的にリーグ戦32試合に出場し28ゴールをあげ、ブンデスリーガの得点ランキング2位に輝き、飛躍の1年となった。
2021年7月2日、RBライプツィヒと5年契約を締結した。
2023年8月2日、レアル・ソシエダへの1年間のレンタル移籍が発表された。
2025年2月3日、ブレーメンへのレンタル移籍が発表された。
2025年8月18日、エルチェCFへの完全移籍が発表された。延長オプションを含む単年契約。

### 代表
2014年のUEFA U-19欧州選手権ではハンガリー戦での4得点を含む5得点を挙げ、ポルトガルの決勝進出に貢献。翌2015年のFIFA U-20ワールドカップではグループリーグで4ゴールを挙げ、U-21代表のデビュー戦となったアルバニア戦でハットトリックを達成するなど、各世代のポルトガル代表のストライカーとして活躍。
2016年8月26日にポルトガルA代表に初めて招集されると、9月1日のジブラルタルとの親善試合でA代表デビュー。なおこの試合では負傷離脱中のクリスティアーノ・ロナウドに代わり背番号7をつけてプレーした。同年10月7日のワールドカップ予選・アンドラ戦で代表初得点を挙げると、続く10月10日のフェロー諸島戦ではハットトリックを達成した。
2018年5月、2018 FIFAワールドカップの出場メンバーに選出されるも、個人としての結果は残せず、チームもベスト16でウルグアイに敗れて大会を去った。

## 人物・プレースタイル
- 幼いころは空手やホッケーもしていた[4]。ポルト入団以前は中盤でプレーしていたが、入団後はサイドの選手となり、トップチーム昇格後からはストライカーとしてプレーしている[4]。

- フィジカルの強さとテクニックを備えた、典型的なセンターフォワードタイプの選手と評される[2][3]一方で、低いポジションでボールを受け味方にパスを供給することも多い[4]。元ポルトガル代表のデコは決定力の高さとプレーゾーンの広さをフェルナンド・トーレスに喩えている[4]。

- クリスティアーノ・ロナウドが自身の後継者に指名したとされ、しばしばロナウドと比較される[19][4]。

## 個人成績

### クラブ
2022年11月12日現在
| 所属クラブ            | シーズン | リーグ             | リーグ戦 | リーグ戦 | 国内カップ戦 | 国内カップ戦 | リーグカップ戦 | リーグカップ戦 | UEFA主催 | UEFA主催 | その他 | その他 | 合計 | 合計 |
| 所属クラブ            | シーズン | リーグ             | 出場     | 得点     | 出場         | 得点         | 出場           | 得点           | 出場     | 得点     | 出場   | 得点   | 出場 | 得点 |
| --------------------- | -------- | ------------------ | -------- | -------- | ------------ | ------------ | -------------- | -------------- | -------- | -------- | ------ | ------ | ---- | ---- |
| FCポルトB             | 2013-14  | リーガプロ         | 21       | 3        | —            | —            | —              | —              | —        | —        | —      | —      | 21   | 3    |
| FCポルトB             | 2014-15  | リーガプロ         | 35       | 7        | —            | —            | —              | —              | —        | —        | —      | —      | 35   | 7    |
| FCポルトB             | 2015-16  | リーガプロ         | 29       | 14       | —            | —            | —              | —              | —        | —        | —      | —      | 29   | 14   |
| FCポルトB             | 通算     | 通算               | 84       | 24       | —            | —            | —              | —              | —        | —        | —      | —      | 84   | 24   |
| FCポルト              | 2015-16  | プリメイラ・リーガ | 9        | 1        | 2            | 2            | 3              | 0              | 0        | 0        | —      | —      | 14   | 3    |
| FCポルト              | 2016-17  | プリメイラ・リーガ | 32       | 16       | 2            | 0            | 0              | 0              | 10       | 5        | —      | —      | 44   | 21   |
| FCポルト              | 通算     | 通算               | 41       | 17       | 4            | 2            | 3              | 0              | 10       | 5        | —      | —      | 58   | 24   |
| ミラン                | 2017-18  | セリエA            | 24       | 2        | 2            | 0            | —              | —              | 14       | 8        | —      | —      | 40   | 10   |
| ミラン                | 2019-20  | セリエA            | 1        | 0        | —            | —            | —              | —              | —        | —        | —      | —      | 1    | 0    |
| ミラン                | 通算     | 通算               | 25       | 2        | 2            | 0            | —              | —              | 14       | 8        | —      | —      | 41   | 10   |
| セビージャ (loan)     | 2018-19  | プリメーラ         | 27       | 9        | 4            | 2            | —              | —              | 8        | 0        | 1      | 0      | 40   | 11   |
| セビージャ (loan)     | 通算     | 通算               | 27       | 9        | 4            | 2            | —              | —              | 8        | 0        | 1      | 0      | 40   | 11   |
| フランクフルト (loan) | 2019-20  | ブンデスリーガ     | 25       | 12       | 3            | 2            | —              | —              | 9        | 2        | —      | —      | 37   | 16   |
| フランクフルト        | 2020-21  | ブンデスリーガ     | 32       | 28       | 2            | 1            | —              | —              | —        | —        | —      | —      | 34   | 29   |
| フランクフルト        | 通算     | 通算               | 57       | 40       | 5            | 3            | —              | —              | 9        | 2        | —      | —      | 71   | 45   |
| RBライプツィヒ        | 2021-22  | ブンデスリーガ     | 33       | 11       | 6            | 2            | —              | —              | 12       | 4        | —      | —      | 51   | 17   |
| RBライプツィヒ        | 2022-23  | ブンデスリーガ     | 15       | 2        | 2            | 2            | —              | —              | 6        | 3        | 1      | 0      | 24   | 7    |
| RBライプツィヒ        | 通算     | 通算               | 48       | 13       | 8            | 4            | —              | —              | 18       | 7        | 1      | 0      | 75   | 24   |
| 総通算                | 総通算   | 総通算             | 282      | 105      | 23           | 11           | 3              | 0              | 59       | 22       | 2      | 0      | 369  | 138  |

## 代表歴

### 出場大会
- U-19ポルトガル代表
  - 2014年 - UEFA U-19欧州選手権（準優勝）
- U-20ポルトガル代表
  - 2015年 - FIFA U-20ワールドカップ（準々決勝敗退）
- ポルトガル代表
  - 2017年 - FIFAコンフェデレーションズカップ2017（ベスト4）
  - 2018年 - 2018 FIFAワールドカップ（ベスト16）
  - 2019年 - UEFAネーションズリーグ2018-19（優勝）
  - 2021年 - UEFAネーションズリーグ2020-21（グループリーグ敗退）

### 試合数
- 国際Aマッチ 53試合 19得点（2016年-2022年）[20]

| ポルトガル代表 | 国際Aマッチ | 国際Aマッチ |
| 年             | 出場        | 得点        |
| -------------- | ----------- | ----------- |
| 2016           | 5           | 4           |
| 2017           | 13          | 7           |
| 2018           | 13          | 4           |
| 2019           | 3           | 0           |
| 2020           | 3           | 1           |
| 2021           | 12          | 3           |
| 2022           | 4           | 0           |
| 通算           | 53          | 19          |

### 得点
| #   | 開催年月日     | 開催地               | 対戦国           | スコア | 結果 | 試合概要                                |
| --- | -------------- | -------------------- | ---------------- | ------ | ---- | --------------------------------------- |
| 1.  | 2016年10月7日  | アヴェイロ           | アンドラ         | 6-0    | 6-0  | 2018 FIFAワールドカップ・ヨーロッパ予選 |
| 2.  | 2016年10月10日 | トースハウン         | フェロー諸島     | 0-1    | 0–6  | 2018 FIFAワールドカップ・ヨーロッパ予選 |
| 3.  | 2016年10月10日 | トースハウン         | フェロー諸島     | 0-2    | 0–6  | 2018 FIFAワールドカップ・ヨーロッパ予選 |
| 4.  | 2016年10月10日 | トースハウン         | フェロー諸島     | 0-3    | 0–6  | 2018 FIFAワールドカップ・ヨーロッパ予選 |
| 5.  | 2017年3月25日  | ファロ               | ハンガリー       | 1-0    | 3-0  | 2018 FIFAワールドカップ・ヨーロッパ予選 |
| 6.  | 2017年6月3日   | エストリル           | キプロス         | 4-0    | 4-0  | 親善試合                                |
| 7.  | 2017年6月9日   | リガ                 | ラトビア         | 0-3    | 0-3  | 2018 FIFAワールドカップ・ヨーロッパ予選 |
| 8.  | 2017年6月24日  | サンクトペテルブルク | ニュージーランド | 3-0    | 4-0  | FIFAコンフェデレーションズカップ2017    |
| 9.  | 2017年9月3日   | ブダペスト           | ハンガリー       | 0-1    | 0-1  | 2018 FIFAワールドカップ・ヨーロッパ予選 |
| 10. | 2017年10月7日  | アンドラ・ラ・ベリャ | アンドラ         | 0-2    | 0-2  | 2018 FIFAワールドカップ・ヨーロッパ予選 |
| 11. | 2017年10月10日 | リスボン             | スイス           | 2-0    | 2-0  | 2018 FIFAワールドカップ・ヨーロッパ予選 |
| 12. | 2018年6月3日   | ブラガ               | チュニジア       | 1-0    | 2-2  | 親善試合                                |
| 13. | 2018年9月10日  | リスボン             | イタリア         | 1-0    | 1-0  | UEFAネーションズリーグ2018-19           |
| 14. | 2018年10月11日 | ホジュフ             | ポーランド       | 1-1    | 2-3  | UEFAネーションズリーグ2018-19           |
| 15. | 2018年11月20日 | ギマランイス         | ポーランド       | 1-0    | 1-1  | UEFAネーションズリーグ2018-19           |
| 16. | 2020年9月5日   | ポルト               | クロアチア       | 4-1    | 4-1  | UEFAネーションズリーグ2020-21           |